# 西奥多·索多伯格
西奥多·乔治·索多伯格（英語：Theodore George Soderberg，1923年1月8日—2012年11月15日）为一位美国音讯工程师，他曾5次被提名奥斯卡最佳音响效果奖。

## 精选影视作品
提名：
- 法国贩毒网 (1971)[2]
- 波塞冬历险 (1972)[3]
- 火烧摩天楼 (1975)[4]
- 转折点（英语：The Turning Point (1977 film)） (1977)[5]
- 歌声泪痕（英语：The Rose (film)） (1979)[6]

- 巴顿将军 (1970)[7]
- 粉身碎骨（英语：Vanishing Point (1971 film)） (1971)[8][9]